# 방공녹지
방공녹지(일본어: 防空緑地 호우쿠우료쿠치[*])는 일본에서 1941년 11월 25일의 방공법 개정법에 의해 지정된 녹지를 말한다. 도시에 대한 공습 피해가 발생했을 경우 대피장소 또는 연소를 막기 위한 목적으로 만들어졌다.
1930년대 선진국들에서는 전쟁이 나면 도시를 공습으로부터 어떻게 지킬 것인지 그 방공대책이 도시계획의 과제가 되었다. 1939년 7월에 내부성은 방공토목 일반지도요령을 정해서 철도를 시작으로 공원녹지, 도시계획에 이르기까지 상세한 대책을 마련하였고, 이 중 도시계획에 있어서는 시가지를 폭넓은 도로, 하천, 공원녹지 등으로 적당한 크기의 방화구획으로 분할할 것을 지시했다.
도시계획 도쿄지방위원회는 1939년(쇼와 14년)부터 방공적 시점에서 도쿄의 개조플랜을 검토하기 시작했고, 내무성은 이를 바탕으로 이듬해 1940년 9월 도쿄방공도시계획안대강을 결정했다. 도쿄녹지계획협의회(회장은 내무성 차관)가 내무대신에게 도쿄녹지계획대강을 답신한 것이 일본 최초이자 최대의 지방계획이었다. 이에 따라 쇼와 14년도 예산부터 6대 도시와 기타큐슈 지역에서 공원용지 배수를 위한 국고보조가 개시되었다. 이듬해 쇼와 15년에는 도시계획법이 개정되어 녹지가 도시계획시설에 추가되었고, 게이힌, 게이한신, 주쿄 3대 도시권의 녹지사업에 대해서도 용지매수을 위한 국고보조가 승인되었다.
방공녹지는 도시의 공습대책을 위해 만들어진 녹지이지만, 도도부현별 예산상 문제로 황기 2600년 기념사업에 편승, 작은 공원조차 만들기 힘든 시대에 큰 녹지를 조성했다. 그 결과 불과 3년만에 공원(소녹지)은 96개소 483 헥타르, 녹지(대녹지)는 20개소 2117 헥타르나 정비되었다.
1941년(쇼와 16년) 11월 방공법이 개정됨에 의해, 일정 구역을 공지(空地)로 지정할 수 있게 되었다. 1942년(쇼와 17년) 10월의 각의결정으로 시가지 내에는 방공공지를, 도시 외주부에는 환상지대(環状地帯)를 지정하여 1943년도부터 그 용지매수에 국고를 보조하게 하였다. 1943년 3월 30일에는 도쿄(내무성 고시 제180호)와 오사카(내무성 고시 제181호)에 방공공지 지정이 우선적으로 고시되었다. 
방공법은 전후에 폐지되었지만, 방공공지대 대부분은 1946년(쇼와 21년) 공포된 특별도시계획법에 따른 녹지지역으로 지정되어 녹림을 보존하고 시가지화를 방지한다는 사상이 계씅되었다. 그래서 방공녹지 중 상당수는 태평양전쟁 종결 이후 그대로 공원이 된 것이 많다. 예컨대 도쿄도 세타가야구 키누타공원, 이타바시구 조호쿠중앙공원, 아다치구 토네리공원, 조후시 진다이식물공원, 코가네이공원, 미즈모토공원, 코마자와 올림픽 공원, 카나가와현립 호도가야공원, 이쿠타 녹지, 나고야 5대 녹지(마키노가이케, 오오다카, 오바타, 쇼나이, 아이오이), 오사카 4대 녹지(핫토리, 츠루미, 큐호지, 오오이즈미), 나가이 공원, 교토의 타카라가이케공원 등등이 모두 방공녹지였다.